# 思勉原创奖
思勉原創獎是華東師範大學為紀念史學家呂思勉而創立的人文學術著作獎項，每兩年頒發一次，表揚具有原創性的學術成果。

## 獲獎作品

### 第一屆（2011）
- 田余庆《东晋门阀政治》
- 项楚《王梵志诗校注》
- 裘锡圭《文字学概要》
- 杨国荣《道论》

提名獎：章培恒、骆玉明《中国文学史新著》

### 第二屆（2013）
- 李泽厚《哲学纲要》
- 阎步克《品位与职位——秦汉魏晋南北朝官阶制度研究》
- 张涌泉《汉语俗字研究》
- 罗宗强《隋唐五代文学思想史》

提名獎：范伯群《中国现代通俗文学史》

### 第三屆（2015）
- 傅璇琮《唐代科举与文学》[1]
- 茅海建《天朝的崩溃：鸦片战争再研究》
- 葛兆光《中国思想史》
- 张世英《哲学导论》
- 陈来《仁学本体论》

### 第四屆（2017）
- 陈平原《中国小说叙事模式的转变》[2]
- 李伯重《江南的早期工业化(1550-1850)》
- 倪梁康《自识与反思》
- 邓小南《祖宗之法：北宋前期政治述略》
- 刘跃进《秦汉文学地理与文人分布》